# (40436) Sylviecoyaud
(40436) Sylviecoyaud (1999 RQ32) – planetoida z pasa głównego asteroid okrążająca Słońce w ciągu 4,16 lat w średniej odległości 2,59 j.a. Odkryta 10 września 1999 roku.